# Fouad Bachirou
Fouad Bachirou (født 15. april 1990) er en fransk-comorisk professionel fodboldspiller, som spiller for den cypriotiske Første Divisions-klub Omonia og Comorernes landshold.

## Klubkarriere

### Greenock Morton
Efter at have spillet for Paris Saint-Germains ungdoms- og reservehold, skiftede Bachirou i juli 2010 til skotske Greenock Morton, efter han havde haft en prøvetræning med klubben. Han spillede mere end 100 kampe for klubben over de næste fire sæsoner.

### Östersunds FK
Bachirou skiftede i august 2014 til svenske Östersunds FK. Han var i sin tid med klubben med til at rykke op til Allsvenskan og vinde Svenska Cupen i 2017.

### Malmö FF
Bachirou skiftede i januar 2018 til Malmö FF.

### Nottingham Forest
Bachirou skiftede i august 2020 til Nottingham Forest. Hans tid med klubben var dog ikke en succes, da han var skadesplaget i sin ene sæson i England.

### Omonia
Bachirou skiftede i august 2021 til cypriotiske Omonia.

## Landsholdskarriere
Bachirou debuterede for Comorernes landshold den 5. marts 2014.

## Titler
Östersunds FK
- Svenska Cupen: 1 (2016-17)

Malmö FF
- Allsvenskan: 1 (2020)

Omonia
- Cypriotiske Cup: 2 (2021-22, 2022-23)